# أحمد الشارف
أحمد بن علي الشارف (مواليد،1864م، زليتن). شاعر ليبي، درس الفقه المالكي واللغة العربية في زاوية عبد السلام الأسمر، ثم اشتغل بالتدريس في مسلاتة وبالقضاء في تاورغاء، بعد ذلك انتقل إلى العاصمة الليبية طرابلس حيث شغل منصب رئيس المحكمة الشرعية العليا، توفي بطرابلس سنة 1959 م، ودفن بها في مقبرة سيدي منيدر.

## شعره
بدأ اهتمام أحمد الشارف بالشعر منذ صغره، وكان على تواصل مع المهتمين بالأدب آنذاك في ليبيا، كمراسلاته للشاعر أحمد الزدام عندما كان الأخير في تونس حيث اعتُبرت هذه المراسلات ذات قيمة أدبية عالية، يلقب الشارف بشيخ الشعراء وشاعر القطرين طرابلس وبرقة، حقق شعره الأديب الليبي علي مصطفى المصراتي في كتاب (شاعر من ليبيا) دراسة وديوان.

## دواوينه
أحمد الشارف (دراسة ديوان) : شعر

## مقالات ذات صلة
- أحمد زروق.
- عبد الواحد الدكالي.
- عبد السلام الأسمر.
- محمد كامل بن مصطفى.
- منصور أبو زبيدة.
- مصطفى التريكي.
- علي الرقيعي.
- علي صدقي عبد القادر.
- خليفة التليسي.